# 東京大学物語
『東京大学物語』（とうきょうだいがくものがたり）は、江川達也による日本の漫画作品。『ビッグコミックスピリッツ』（小学館）にて、1992年から2001年にかけて連載された。2004年1月時点で累計発行部数は2000万部を突破している。1994年にはドラマ化、2004年にOVAとしてアニメ化、2006年には映画化もされた。

## 概要
随所に見られる斬新な演出（延々と村上の心理描写が続けられたあとに決まって表示される「（この間0.-秒）」、村上の尋常ではない表情の変化など）が、本作の特徴である。連載初期はオナニーなど性的なネタを絡めつつもプラトニックな恋愛が描かれていたが、単行本第5集以降、過激な性描写が顕著となっていった。一話が丸々セックスシーンのみというエピソードも存在した。
ラストシーンは最初から決まっており、師匠であった本宮ひろ志の助言によるもの。
村上の通う高校は、北海道函館中部高等学校がモデルと言われている。

## あらすじ
函館向陽高校の3年生である村上直樹は、容姿端麗・頭脳明晰・運動神経抜群の三拍子そろった男。ある日村上は、友人である佐野に連れられて、同じ高校の女子テニス部の試合を見に行く。村上はその時試合をしていた水野遥に一目惚れして、翌日交際を申し込み、交際がスタートする。

## 登場人物
※演の記述はドラマ版/映画版の順、声の記述はアニメ版。

### 主人公とヒロイン
村上直樹（むらかみ なおき）演 - 稲垣吾郎/田中圭、声 - 森久保祥太郎
本作の主人公。4月13日生まれ。身長180cm。IQ300の頭脳による学力と、サッカーが得意なイケメン。遥に一目惚れし、勢いで告白して付き合う。妄想癖が強く、しかも考えていることがすぐ顔に出る。プライドが非常に高く、日本一であるという理由で東京大学進学を志望する。自分の過ちを認めなかったり、他人に責任を押しつけたり、他人からの評価を気にしたり、学歴で他人を評価する傾向がある。北里に「自分に自信があるようで、じつはない」と見透かされている。「最低」と称されることもあるが、自分の受験より雪山で遭難した遥を助けに行くなど、時折男らしい行動をとる。現役では東京大学文科一類に落ちるが（十分合格できる学力であったが前日に英里と浮気をしたことによる罪悪感や混乱で試験に集中できなかった）、早稲田大学政治経済学部で仮面浪人し、1年後に後期入試（前期入試は前述の雪山の件で放棄）で東京大学文科一類へ進学した。高校三年まで童貞であったが、上京後はそのルックスとテクニックから多くの女性と肉体関係を持つ。常人を超える性欲と、精神的な不安定さから繋がりや癒しを求める性質により、（罪悪感からとどまることもあるとはいえ）浮気性である一面が多い。
水野遥（みずの はるか）演 - 瀬戸朝香/三津谷葉子、声 - 榎本温子/酒井若菜（スペシャルトラック）
本作のヒロイン。3月3日生まれ。身長163cm。テニスが得意。村上に告白され、即答で承諾。天真爛漫で明るい反面、「自分と居たら男が不幸になる」「私は嫌な女」などと自己評価は低い。しかしその純粋な性格と巨乳で数々の男から盛んに求愛される。幼少の頃は天然ボケな不思議ちゃんであることから、イジメを受けていた。村上と同じ大学に行くことを決意し、高校三年から東京大学を目指す。受験直前に高校の教卓の中で初めて村上に胸を見られる。昔から大きすぎてコンプレックスを抱えていた胸だが村上に褒められ、愛撫され、初めて性的に感じ、下半身が濡れる事の意味を知る。1日15時間の勉強の末、東京大学文科一類を現役で合格し、村上より1年先に進学（暗記などが嫌いな研究家タイプなのでセンター試験の点数は低かった）。しかし「好きに生きる」というモットーにより、東大に意味を見出せず休学することを選ぶ。一時的に山崎と付き合う。山崎の思惑で村上と手錠で繋げられ、村上に復縁を求められるが拒否する。だが村上が可哀想と思いキスしてしまう。その時遥は濡れていた。村上に濡れている事を知られ、そのまま一気に服を脱がされ全身を愛撫されてしまう。拒否しつつも局部を口で愛撫されたのが初めてだったので、激しく感じてしまう。村上に「セックスするともっと気持ち良くなるよ」と言われながら愛撫され続けるも山崎を思い挿入される事を拒否する。それに苛立った村上に無理矢理挿入されそうになるも、先端のみの挿入に留まりギリギリ処女を守る。その後、山崎に村上の面影を見ていることに気付き処女のまま別れる。最低な男と分かっていながらも常識にとらわれない村上のことが好きで、彼が浮気してもそれを縛ることはしない。終盤では吉野の影響からかSMに興味を持ち、村上に相手されなくなっても放置プレイだと考えて、健気に彼を待ち続けていた。

### 函館向陽高校時代
朝倉晃一（あさくら こういち）演 - 竹野内豊/なし
遥が村上と出会う以前に好きだった男。後に遥との交際を希望する。東京大学に合格できず、高校卒業後は大道芸人になり、劇団で活動する。モグリで東大の授業を聴講している。
鈴木英里（すずき えり）演 - なし/範田紗々、声 - 桑谷夏子/井上和香（スペシャルトラック）
遥のクラスメート。1月18日生まれ。村上に密かに想いを寄せていたが、趣味の音楽鑑賞（ビートルズ）がきっかけで親しくなる。その後、受験前日に村上の初体験の相手となる。慶應義塾大学文学部に進学。上京後は眼鏡をコンタクトに変えた。大学進学後に男性経験が多くなった。「大学を面白くする会」に入会する。
佐野義昭（さの よしあき）演 - 袴田吉彦/波岡一喜、声 - 関智一
村上の親友であり、サッカー仲間。多くの女と経験を持ち、遥を狙う。早稲田大学にサッカー推薦で進学。浪人時代の村上に真紀をけしかける。「大学を面白くする会」に入会する。
矢野哲郎（やの てつろう）演 - 京本政樹/升毅、声 - 中田和宏
数学教師。京都大学卒。本当に人生に役に立つ学問は数学だけと考えている。毎回緊張感のある授業をして、生徒達からも鉄面皮として恐れられている。

### 東京大学生
池之幡由貴（いけのはた ゆき）
演 - /渡辺奈緒子
遥の同級生であり、文科三類在籍。なんとなく東京大学に入った。何事にも冷めていて、男を馬鹿にもしていた。大学入学時点で既に喫煙していてヘビースモーカーである。入学式で出会ったことがきっかけで遥のペースに振り回され、遥が立ち上げた「大学を面白くする会」になんとなく入る。家庭教師をしている小学生の父親（吉野）と肉体関係を結ぶようになり、後に吉野からSMを叩き込まれる。最終的には吉野の子を妊娠・出産する。
岩田夏弥（いわた なつや）
顔がリアルな描写であり、理科二類在籍。東京大学新聞ではマネージャー。遥と共に「大学を面白くする会」を立ち上げる。高校時代の池之幡の数学と化学の家庭教師をやっていた。注釈では「この物語はフィクションですが、岩田という人物は実在します」と書かれていた。 実在する人物であり、1998年東大を卒業し、2025年時点でTBS報道局政治部長。
河野正義（こうの まさよし）
遥の同級生であり、文科一類在籍。小麦色の肌をした美男子。大学入学前はバスケ部員であり、全国大会優勝している。「大学を面白くする会」に入る。清廉潔白であり、良識派の弁護士を志望。遥のことが好きだが、交際を断られ続けている。
武田賢太郎（たけだ けんたろう）
遥の同級生であり、文科一類在籍。全国模試で1番を取ったことがある。「大学を面白くする会」に入る。選民思想が強く、エリート統治論者であり、高級官僚を志望。
秋山（あきやま）
文科一類在籍。情けなく下がった肩のラインと、優しげな目。「大学を面白くする会」に入る。
伊藤博文（いとう　ひろふみ）
文科一類在籍。コテコテの大阪弁にチンピラのような髪型、目も据わって頬に大きな傷がある。「大学を面白くする会」に入る。
野中瞳（のなか ひとみ）
河野の中学の時からの同級生。河野を好きであるが、河野の相手が遥なら許せると思っている。

### 上京後の村上の交友関係
小泉真紀（こいずみ まき）演 - /不二子、声 - 氷上恭子/磯山さやか（スペシャルトラック）
村上の同級生。早稲田大学政治経済学部生。ニュースキャスター志望。村上と気が合うところがあり、一時期は佐野のけしかけで村上と付き合っていた。村上の東大合格後は、肉体関係のみのセックスフレンドとして関係を続ける。高校生のときは30代の会社員と肉体関係を結んだことがあった。
谷口瞳（たにぐち ひとみ）
村上が通う司法試験予備校生。東京大学文科一類生。女性の人権を守る弁護士を目指している。「男に敗けたくない」という願望が原動力である。村上のことが気になっている。
高畠隆（たかばたけ たかし）
村上が通う司法試験予備校生。学籍は明治大学。弁護士を目指しているが司法試験合格水準には達しておらず、女性交際経験がない。頭脳明晰で女性経験がある村上のことを尊敬している。

### 吉野関連
山崎守（やまざき まもる）
居酒屋などいろんなバイトをして暮らしているフリーター。中卒。元は映像プロデューサーで、面白い映画を撮りたいと思っている。南と付き合っていた頃から異常な性的嗜好に目覚める。遥に一目惚れされ付き合う。一緒に住む祖父はかつて戦時中に従軍して満州に渡った経験がある。
桂木南（かつらぎ みなみ）
慶應義塾大学院生。山崎と出会い、元恋人同士になってからも異常な性の世界に没入していく。以後、村上・吉野とも関係を持つ。
佐藤郁雄（さとう いくお）
川島弥生（かわしま やよい）
北里和秀（きたざと かずひで）
村上のバイト先の予備校バイト講師。東京大学理学部生。他のバイトとして水商売のホステスのスカウトもしている。
レイコ、のり子、涼子（りょうこ）
北里が担当しているホステス。
吉野博彰（よしの ひろあき）
池之幡や遥が家庭教師をしている小学生ひろしの父親。他に娘のまどかもいる。やり手の実業家で、アメリカの大学を16歳で卒業している。妻子持ちなのに、池之幡と肉体関係にある。様々な罠を仕掛けて、遥の処女を手中にせんと画策する。

## 書誌情報

### 単行本
- 江川達也 『東京大学物語』 小学館〈ビッグコミックス〉、全34巻
  1. 「始まりは突然に」1993年7月30日発売[4]、ISBN 4-09-183251-2
  2. 「くどい2人」1993年9月30日発売[5]、ISBN 4-09-183252-0
  3. 「平行線」1993年11月30日発売[6]、ISBN 4-09-183253-9
  4. 「ファースト・キッス（但し村上のみ）」1994年2月28日発売[7]、ISBN 4-09-183254-7
  5. 「おっぱい」1994年5月30日発売[8]、ISBN 4-09-183255-5
  6. 「本番」1994年8月30日発売[9]、ISBN 4-09-183256-3
  7. 「仮面浪人」1994年10月29日発売[10]、ISBN 4-09-183257-1
  8. 「自分」1995年1月30日発売[11]、ISBN 4-09-183258-X
  9. 「早稲田の逆襲」1995年4月27日発売[12]、ISBN 4-09-183259-8
  10. 「走馬灯」1995年7月29日発売[13]、ISBN 4-09-183260-1
  11. 「夢いっぱい」1995年10月30日発売[14]、ISBN 4-09-183301-2
  12. 「保身」1996年1月30日発売[15]、ISBN 4-09-183302-0
  13. 「妄想の果て」1996年3月30日発売[16]、ISBN 4-09-183303-9
  14. 「絶望」1996年6月29日発売[17]、ISBN 4-09-183304-7
  15. 「濡れ場」1996年8月30日発売[18]、ISBN 4-09-183305-5
  16. 「処女」1996年12月19日発売[19]、ISBN 4-09-183306-3
  17. 「拘束」1997年2月28日発売[20]、ISBN 4-09-183307-1
  18. 「覚醒」1997年4月30日発売[21]、ISBN 4-09-183308-X
  19. 「旅立ち」1997年7月30日発売[22]、ISBN 4-09-183309-8
  20. 「童心」1997年10月30日発売[23]、ISBN 4-09-183310-1
  21. 「難破」1998年2月26日発売[24]、ISBN 4-09-185001-4
  22. 「作品」1998年5月30日発売[25]、ISBN 4-09-185002-2
  23. 「無神経」1998年9月30日発売[26]、ISBN 4-09-185003-0
  24. 「しあわせ芝居」1998年12月19日発売[27]、ISBN 4-09-185004-9
  25. 「二重性行」1999年2月26日発売[28]、ISBN 4-09-185005-7
  26. 「火宅」1999年5月29日発売[29]、ISBN 4-09-185006-5
  27. 「恋愛法則化運動」1999年9月30日発売[30]、ISBN 4-09-185007-3
  28. 「緊縛的精神治療」1999年11月30日発売[31]、ISBN 4-09-185008-1
  29. 「胸の釦」2000年2月29日発売[32]、ISBN 4-09-185009-X
  30. 「純愛」2000年4月26日発売[33]、ISBN 4-09-185010-3
  31. 「肯定攻撃」2000年7月29日発売[34]、ISBN 4-09-186131-8
  32. 「鬼畜」2000年9月30日発売[35]、ISBN 4-09-186132-6
  33. 「挿入」2000年12月25日発売[36]、ISBN 4-09-186133-4
  34. 「永遠の青春」2001年2月28日発売[37]、ISBN 4-09-186134-2

### 関連書籍
- 『東京大学物語 偏差値81への恋愛方程式』1995年10月発行、ISBN 4-09-387164-7

## テレビドラマ
1994年10月10日から12月19日まで毎週月曜日20:00 - 20:54に、テレビ朝日系列の「月曜ドラマ・イン」枠で放送された。主演は稲垣吾郎と瀬戸朝香。
漫画の最初の部分にあたる高校時代の話であり、村上が東京大学を落ちてしまうところが最終回である。

### スタッフ
- 原作 - 江川達也
- 脚本 - 山崎淳也
- 音楽 - 旭純「東京大学物語」オリジナル・サウンドトラック
- 演出 - 今井和久、新城毅彦
- 主題歌 - 山下久美子「DRIVE ME CRAZY」
- プロデュース - 高橋浩太郎、黒田徹也、高橋勝
- 技術協力 - テイクシステムズ
- 制作 - テレビ朝日、CUC

### 受賞歴
- 第3回ザテレビジョンドラマアカデミー賞[38]
  - 新人俳優賞（井出薫）
  - ザテレビジョン特別賞（函館ロケの演出効果）

### 放送日程
| 各話                                                       | 放送日         | サブタイトル                       | 演出     | 視聴率 |
| ---------------------------------------------------------- | -------------- | ---------------------------------- | -------- | ------ |
| 第1話                                                      | 1994年10月10日 | 運命の恋！最初のデートであげるもの | 今井和久 | 11.7%  |
| 第2話                                                      | 1994年10月17日 | 愛を、確かめ合ってたの!!           | 今井和久 | 10.6%  |
| 第3話                                                      | 1994年10月24日 | もう、君に逢わない…                | 新城毅彦 | 13.6%  |
| 第4話                                                      | 1994年10月31日 | はるか突然、倒れる！               | 今井和久 | 11.5%  |
| 第5話                                                      | 1994年11月07日 | 東大なんて、どうでもいい           | 今井和久 | 11.9%  |
| 第6話                                                      | 1994年11月14日 | クリスマス・イヴの秘め事           | 新城毅彦 | 12.1%  |
| 第7話                                                      | 1994年11月21日 | わたしの体が目当てなの!?           | 新城毅彦 | 12.6%  |
| 第8話                                                      | 1994年11月28日 | 受験前夜のあやまち…                | 今井和久 | 12.6%  |
| 第9話                                                      | 1994年12月05日 | 本当の別れ…君を傷つけて            | 新城毅彦 | 10.1%  |
| 最終話                                                     | 1994年12月19日 | 涙の合格発表…直樹と遥の愛の行方は  | 今井和久 | 14.1%  |
| 平均視聴率 12.1%（視聴率は関東地区・ビデオリサーチ社調べ） |                |                                    |          |        |

| テレビ朝日系列 月曜ドラマ・イン   | テレビ朝日系列 月曜ドラマ・イン          | テレビ朝日系列 月曜ドラマ・イン         |
| 前番組                            | 番組名                                   | 次番組                                  |
| --------------------------------- | ---------------------------------------- | --------------------------------------- |
| 青春の影 （1994.7.4 - 1994.9.19） | 東京大学物語 （1994.10.10 - 1994.12.19） | さんかくはぁと （1995.1.9 - 1995.3.20） |

### ネット局
| 放送対象地域  | 放送局           | 系列           | 備考               |
| ------------- | ---------------- | -------------- | ------------------ |
| 関東広域圏    | テレビ朝日       | テレビ朝日系列 | 制作局             |
| 北海道        | 北海道テレビ     | テレビ朝日系列 |                    |
| 青森県        | 青森朝日放送     | テレビ朝日系列 |                    |
| 宮城県        | 東日本放送       | テレビ朝日系列 |                    |
| 秋田県        | 秋田朝日放送     | テレビ朝日系列 |                    |
| 山形県        | 山形テレビ       | テレビ朝日系列 |                    |
| 福島県        | 福島放送         | テレビ朝日系列 |                    |
| 新潟県        | 新潟テレビ21     | テレビ朝日系列 |                    |
| 長野県        | 長野朝日放送     | テレビ朝日系列 |                    |
| 静岡県        | 静岡朝日テレビ   | テレビ朝日系列 |                    |
| 石川県        | 北陸朝日放送     | テレビ朝日系列 |                    |
| 中京広域圏    | 名古屋テレビ     | テレビ朝日系列 |                    |
| 近畿広域圏    | 朝日放送         | テレビ朝日系列 | 現・朝日放送テレビ |
| 広島県        | 広島ホームテレビ | テレビ朝日系列 |                    |
| 山口県        | 山口朝日放送     | テレビ朝日系列 |                    |
| 香川県 岡山県 | 瀬戸内海放送     | テレビ朝日系列 |                    |
| 福岡県        | 九州朝日放送     | テレビ朝日系列 |                    |
| 長崎県        | 長崎文化放送     | テレビ朝日系列 |                    |
| 熊本県        | 熊本朝日放送     | テレビ朝日系列 |                    |
| 大分県        | 大分朝日放送     | テレビ朝日系列 |                    |
| 鹿児島県      | 鹿児島放送       | テレビ朝日系列 |                    |

放送終了後の1995年に日本テレビ系山梨放送でも番宣ネットで放送された。

## OVA
2004年にOVAで「東京大学物語DX」としてリリースされた後、2005年に前半を「函館向陽高校編」、後半を「仮面浪人編」と2巻に分けてリリースもされた。音声は声優によるオリジナル版と、水野遥、鈴木英里、小泉真紀の音声をタレントに変更した別バージョンを選択できる。

### スタッフ（OVA）
- キャラクターデザイン・作画監督 - 志田ただし
- 制作 - ビデオメーカー

### 主題歌（OVA）
「君のもとへ」
氷青によるエンディングテーマ。作詞・作曲は氷青、編曲は湯川徹。

## 映画
2006年2月25日公開。R-15指定。原作者の江川達也が映画監督も兼務、制作はアダルトビデオメーカーのソフト・オン・デマンド。なお同社より、同年10月19日にセルDVDが発売された。

### キャスト（映画）
これ以外の主要人物に関しては#登場人物の項を参照。
- 綾小路秀麿 - 松沢蓮
- 土屋博映 - 土屋博映
- 江川達也 - 江川達也
- 水野優子 - 相本久美子

### スタッフ（映画）
- 監督 - 江川達也
- 脚本 - 永田琴恵
- 音楽 - MOKU
- 主題歌 - TATE & MARKIE「promise」
- 撮影 - 早坂伸
- 監督補 - 西山太郎
- 企画 - 平田恵介
- 企画プロデュース - 上村俊介、佐谷秀美
- プロデュース - 富田敏家
- 制作協力 - フォーピース
- 製作 - ソフト・オン・デマンド、スープレックス
- 配給 - スープレックス、エム・エフボックス
- 上映時間 - 105分